# Odisea
La Odisea (en griego antiguo: Ὀδύσσεια, [Odýsseia]; en griego moderno: Οδύσσεια; en latín: Odyssea) es un poema épico griego compuesto por 24 cantos, atribuido al poeta griego Homero. Se cree que fue compuesta en el siglo VIII a. C. en los asentamientos que tenía Grecia en la costa oeste del Asia Menor (actual Turquía asiática). Según otros autores, la Odisea se completa en el siglo VII a. C. a partir de poemas que solo describían partes de la obra actual. Fue originalmente escrita en lo que se ha llamado dialecto homérico. Narra la vuelta a casa, tras la guerra de Troya, del héroe griego Odiseo (al modo latino, Ulises: Ὀδυσσεύς en griego; Vlixes en latín).  Además de haber estado diez años fuera luchando, Odiseo tarda otros diez años en regresar a la isla de Ítaca, de la que era rey, período durante el cual su hijo Telémaco y su esposa Penélope han de tolerar en su palacio a los pretendientes que buscan desposarla (pues ya creían muerto a Odiseo), al mismo tiempo que consumen los bienes de la familia.
La mejor arma de Odiseo es su mētis o astucia. Gracias a su inteligencia — además de la ayuda provista por Palas Atenea, hija de Zeus Crónida — es capaz de escapar de los continuos problemas a los que ha de enfrentarse por designio de los dioses. Para esto, planea diversas artimañas, bien sean físicas —como pueden ser disfraces— o con audaces y engañosos discursos de los que se vale para conseguir sus objetivos.
El poema es, junto a la Ilíada, uno de los primeros textos de la épica grecolatina y por tanto de la literatura occidental. Se cree que el poema original fue transmitido por vía oral durante siglos por aedos que recitaban el poema de memoria, alterándolo consciente o inconscientemente. Era transmitido en dialectos de la Antigua Grecia. Ya en el siglo IX a. C., con la reciente aparición del alfabeto, tanto la Odisea como la Ilíada pudieron ser las primeras obras en ser transcritas, aunque la mayoría de la crítica se inclina por datarlas en el siglo VIII a. C. El texto homérico más antiguo que conocemos es la versión de Aristarco de Samotracia (siglo II a. C.). El poema está escrito usando una métrica llamada hexámetro dactílico. Cada línea de la Odisea original estaba formada por seis unidades o pies, siendo cada pie dáctilo o espondeo. Los primeros cinco pies eran dáctilos y el último podía ser un espondeo o bien un troqueo. Los distintos pies se separan por cesuras o pausas.

## Estructura y argumento
La obra consta de 24 cantos. Al igual que muchos poemas épicos antiguos, comienza in medias res: empieza en la mitad de la historia, contando los hechos anteriores a base de recuerdos o narraciones del propio Odiseo. El poema está dividido en tres partes. En la Telemaquia (cantos del I al IV) se describe la situación de Ítaca con la ausencia de su rey, el sufrimiento de Telémaco y Penélope debido a los pretendientes, y cómo el joven emprende un viaje en busca de su padre. En el regreso de Odiseo (cantos del V al XII) Odiseo llega a la corte del rey Alcínoo y narra todas sus vivencias desde que salió de Troya. Finalmente, en la venganza de Odiseo (cantos del XIII al XXIV), se describe el regreso a la isla, el reconocimiento por alguno de sus esclavos y su hijo, y cómo Odiseo se venga de los pretendientes matándolos a todos. Tras aquello, Odiseo es reconocido por su esposa Penélope y recupera su reino. Por último, se firma la paz entre todos los itacenses.

### Canto I

Inicio de la Odisea escrita en el dialecto griego jónico.

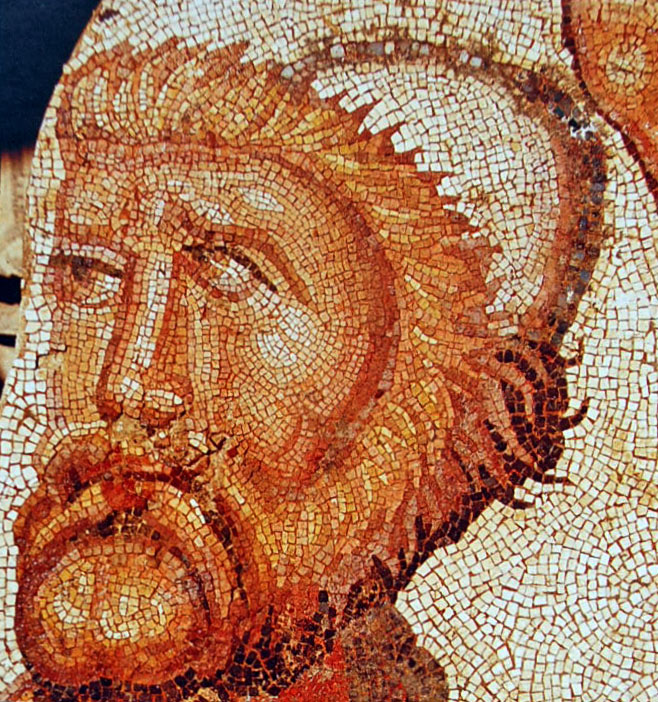
Mosaico romano que representa a Ulises. Villa romana La Olmeda, Pedrosa de la Vega (Palencia, Castilla y León).

Concilio de los dioses. Exhortación de Atenea a Telémaco. Homero comienza la Odisea invocando a la Musa para que cuente lo sucedido a Odiseo después de destruir Troya. En una asamblea de los dioses griegos, Atenea aboga por la vuelta del héroe a su hogar. Odiseo lleva muchos años en la isla de la ninfa Calipso. La misma Atenea, tomando la figura de Mentes, rey de los Tafios, aconseja a Telémaco que viaje en busca de noticias de su padre.

### Canto II
Telémaco reúne en asamblea al pueblo de Ítaca. El palacio de Odiseo se encuentra invadido por decenas de pretendientes que, creyendo que él ha muerto, buscan la mano de su esposa: Penélope. Penélope los evadía con una gran excusa: se casaría al terminar una prenda que tejía por el día y destejía por la noche.
Gracias a la ayuda de Atenea, aparecida ahora en forma de Méntor, el joven convoca una asamblea en el ágora para expulsar a los soberbios pretendientes de su hogar. Finalmente, Telémaco consigue una nave y emprende viaje a Pilos en busca de noticias sobre su padre.

### Canto III
Telémaco viaja a Pilos para informarse sobre su padre. La siguiente mañana, Telémaco y Atenea, que continúa en la forma de Mentor, llegan a Pilos. Allí, invitados por Néstor, participan en una hecatombe para Poseidón. El rey Néstor les relata el regreso de otros héroes desde Troya y la muerte de Agamenón, pero no tiene información específica de Odiseo. Les sugiere que vayan a Esparta a hablar con Menelao, quien acaba de regresar de largos viajes. Atenea pide a Néstor que uno de sus hijos acompañe a Telemaco a Esparta y desaparece milagrosamente. Impresionado porque un joven esté escoltado por una diosa, Néstor ordena el sacrificio de una vaca en honor de ella y arregla que su hijo Pisístrato acompañe a Telémaco a Esparta.

### Canto IV
Telémaco viaja a Esparta para informarse sobre su padre. Continúa el viaje hasta Esparta, donde lo reciben Menelao y Helena. Menelao le cuenta acerca de su conversación con Proteo, quien le informó acerca de la suerte que había corrido Odiseo, encontrándose este en una isla retenido por una ninfa llamada Calipso. Mientras tanto, los pretendientes, sabiendo del viaje del joven, preparan una emboscada que le tenderán a su regreso.

### Canto V
La balsa de Odiseo. El Canto V de la Odisea se centra en Odiseo, quien ha estado cautivo en la isla de la ninfa Calipso durante siete años. El canto comienza con Atenea pidiendo a los dioses que permitan el regreso de Odiseo a Ítaca. Zeus envía a Hermes para ordenar a Calipso que libere a Odiseo, lo cual ella hace a regañadientes. Odiseo construye una balsa y se embarca, enfrentando tormentas y peligros en el mar durante diecisiete días. Finalmente, cerca de la costa de Ítaca, Poseidón, el dios del mar, provoca una tormenta feroz que casi destruye la balsa. Sin embargo, con la ayuda de Atenea, Odiseo logra llegar a la costa, donde se refugia en un río y finaliza el canto esperando la mañana para enfrentar su destino en su patria.

### Canto VI

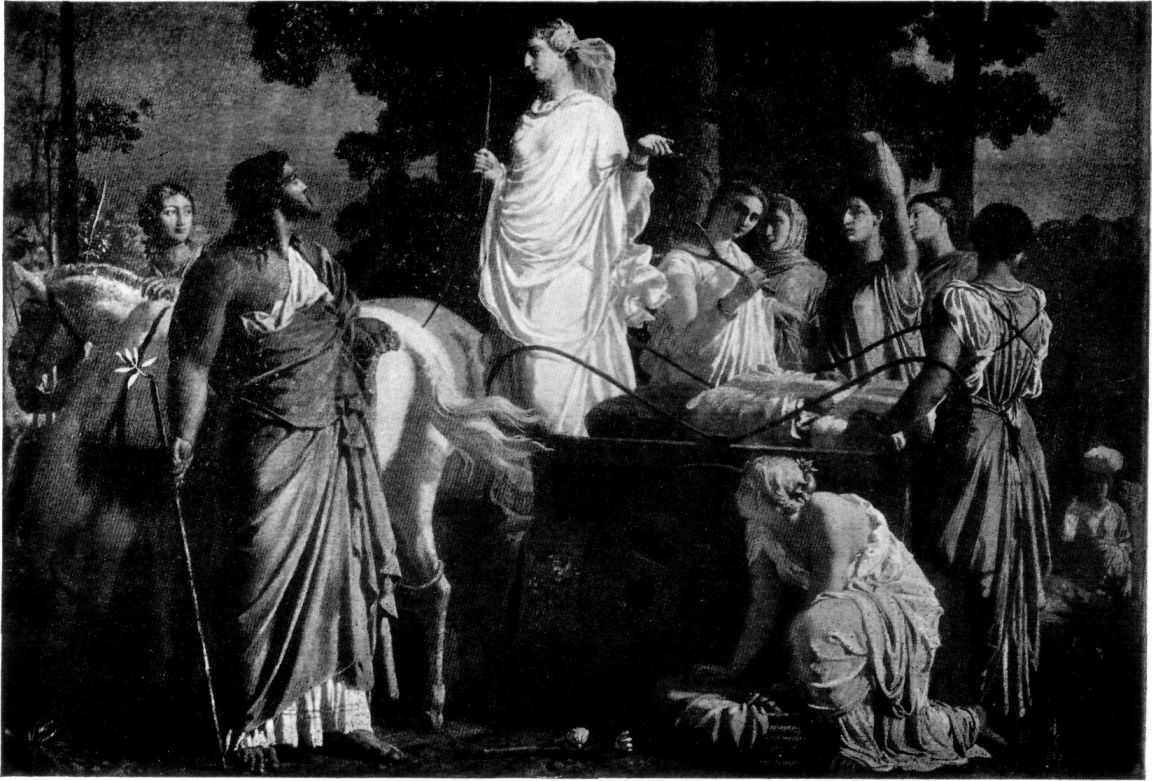
Charles Gleyre, Odiseo y Nausícaa.

Odiseo y Nausícaa. Atenea visita, en un sueño, a la princesa Nausícaa, hija de Alcínoo, rey de Esqueria, y la conmina a hacerse cargo de sus responsabilidades como mujer en edad de casarse. Al despertar, Nausícaa pide a su padre un carro con mulas para ir a lavar ropa al río. Mientras ella y sus esclavas descansan y otras juegan a la pelota, Odiseo despierta, las ve y pide ayuda a la princesa. Nausícaa, impresionada por su forma de hablar, acoge al héroe y le brinda alimentos, le dice que la siga hacia la casa del rey y le indica cómo pedirle a su madre, la reina, hospitalidad. Le señala un bosque consagrado a Atenea, situado en las afueras de la ciudad y donde podrá descansar. Odiseo aprovecha la ocasión para implorar a la reina que lo reciba y lo ayude a llegar a su isla patria.

### Canto VII
Odiseo en el palacio de Alcínoo. Guiado hasta allí por Atenea, Odiseo es recibido en el palacio por Alcínoo, rey de los feacios, que lo invita al banquete que se va a celebrar. Odiseo cuenta todo lo ocurrido hasta ese momento, con lo que el rey queda impresionado y le ofrece la mano de su hija, mas Odiseo no acepta, por lo que el rey cambia su ofrecimiento por ayudarlo a llegar a su isla.

### Canto VIII
Odiseo agasajado por los feacios. Se celebra una fiesta en el palacio en honor del huésped, que aún no se ha presentado. Tras una competición de atletismo, en la que Odiseo asombra al público con un gran lanzamiento de disco, comienza el banquete. El aedo Demódoco ameniza la comida con un canto sobre la guerra de Troya. Al hablar del episodio del caballo, Odiseo rompe a llorar. El rey manda al aedo que deje de cantar, y pregunta al huésped sobre su verdadera identidad.

### Canto IX

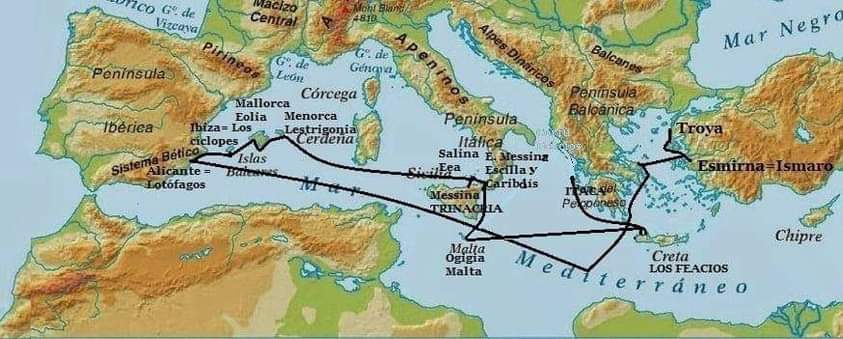
La Ruta que Odiseo siguió en su vuelta a Ítaca desde Ilión

Odiseo cuenta sus aventuras: los cicones, los lotófagos, los cíclopes. Odiseo se presenta, y comienza a relatar su historia desde que salió de Troya.
Primero destruyeron la ciudad de Ísmaro (donde estaban los cicones), y allí perdió a bastantes compañeros.
Más tarde, llegaron a la tierra de los lotófagos. Allí, tres compañeros comieron el loto, y perdieron el deseo de regresar, por lo que hubo de llevárselos a la fuerza.

Posteriormente, llegaron a la isla de los cíclopes. En una caverna se encontraron con Polifemo, hijo de Poseidón, que se comió a varios de los compañeros de Odiseo. 
 Estaban atrapados en la cueva, pues estaba cerrada con una enorme piedra que les impedía salir a ellos y al ganado de Polifemo. Odiseo, con su astucia, emborrachó con vino a Polifemo, mandó afilar un palo y cegaron con él al cíclope mientras este dormía. Ya ciego y para asegurarse de que no escapasen los prisioneros, el cíclope tanteaba el lomo de sus reses a medida que iban saliendo de la cueva para ir a pastar, pero cada uno de los marinos iba vientre con vientre con una res y agarrado al vellón de ella.
Luego de escapar, Odiseo le grita su nombre a Polifemo y este le pide a su padre, Poseidón, que castigue a Odiseo.

### Canto X
La isla de Eolo. El palacio de Circe la hechicera. Odiseo sigue narrando cómo viajaron hasta la isla de Eolo, que trató de ayudarles a viajar hasta Ítaca. Eolo entregó a Odiseo una bolsa de piel que contenía los vientos del oeste. Al acercarse a Ítaca, sus hombres decidieron ver lo que había en la bolsa, se escaparon así los vientos y se desencadenó una tormenta que hizo desaparecer la esperanza del regreso al hogar. Tras seis días de navegación, llegaron a la isla de los Lestrigones, gigantes antropófagos que devoraron a casi todos los compañeros de Odiseo. Huyendo de allí, llegaron a la isla de Circe. La hechicera se enamoró de Odiseo y logró retenerlo allí un año, pero nunca se vio correspondida y finalmente le dejó marchar, no sin antes decirle que antes de regresar a casa tendría que pasar por el Inframundo para pedir consejo al ya difunto adivino Tiresias.

### CantoXI
Descenso al Hades. Tras llegar al país de los Cimerios y realizar el sacrificio de varias ovejas, Odiseo visitó la morada de Hades para consultar con el adivino Tiresias, quien le profetizó un difícil regreso a Ítaca. A su encuentro salieron todos los espectros, que quisieron beber la sangre de los animales sacrificados. Odiseo se la dio en primer lugar a Tiresias, luego a su madre, Anticlea, y también bebieron la sangre varias mujeres destacadas y algunos combatientes que habían muerto durante la guerra de Troya. El último que aparece es el espectro de Hércules.

### CantoXII

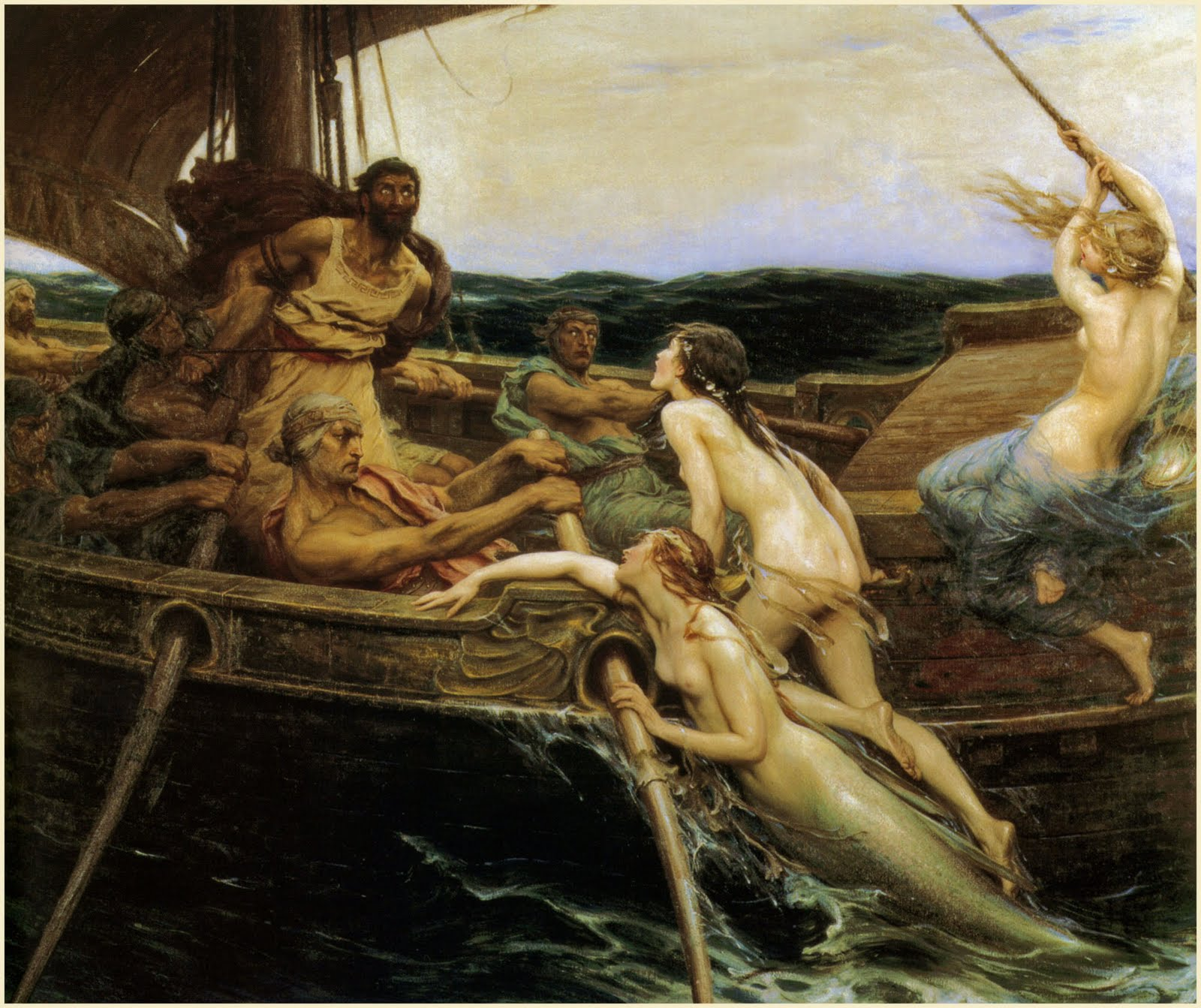
Ulises y las Sirenas en un cuadro de Herbert James Draper.

Las sirenas. Escila y Caribdis. La Isla de Helios. De nuevo en ruta, Odiseo y sus compañeros lograron escapar de las Sirenas, cuyo canto hacía enloquecer a quien las escuchara. Para ello, siguiendo los consejos de Circe, Odiseo ordenó a sus hombres taparse los oídos con cera exceptuándolo a él, que mandó ser atado al mástil. Escaparon también de las peligrosas Caribdis y Escila. Consiguieron llegar a Trinacria (nombre griego de Sicilia), la isla del Sol. Pese a las advertencias de no tocar el ganado de Helios, los compañeros sacrificaron varias reses, lo que provocó la cólera del dios. Al hacerse de nuevo a la mar, Zeus lanzó un rayo que destruyó y hundió la nave, y solo sobrevivió Odiseo, que arribó a la isla de Calipso (lugar donde se encuentra al principio de la historia).

### Canto XIII
Los feacios despiden a Odiseo. Llegada a Ítaca. Cuando el héroe termina de contar su viaje, su regreso al hogar es dispuesto por el rey. Acompañado por navegantes feacios, Odiseo llega a Ítaca. Atenea lo disfraza de vagabundo para que no sea reconocido. Por consejo de la diosa, Odiseo va a pedir ayuda a su porquerizo: Eumeo.

### Canto XIV
Odiseo en la majada de Eumeo. Odiseo no revela su verdadera identidad a Eumeo, quien lo recibe con comida y manta. Se encuentra con la diosa Atenea, y juntos preparan la venganza contra los pretendientes.

### Canto XV
Telémaco regresa a Ítaca. Atenea aconseja al joven Telémaco salir de Esparta y regresar a su hogar. Le advierte que los pretendientes quieren ponerle una trampa para matarlo y le dice que viaje de noche.
Mientras tanto, Eumeo relata su vida y sus orígenes al mendigo, y de cómo llegó al servicio de Odiseo.

### Canto XVI
Odiseo le dice a su hijo (Telémaco) que él es su padre. Gracias a la ayuda de la diosa, Telémaco consigue eludir la trampa que los pretendientes le habían preparado a la entrada de la isla. Una vez en tierra, se dirige por consejo de la diosa a la casa de Eumeo, donde conoce al supuesto mendigo. Cuando Eumeo marcha a casa de Penélope a darle la noticia del regreso de su hijo, Odiseo revela su identidad a Telémaco, asegurándole que en verdad es su padre, a quien no ve desde hace veinte años. Tras un fuerte abrazo, planean la venganza, con la ayuda de Zeus y Atenea.

### Canto XVII
Odiseo mendiga entre los pretendientes. Al día siguiente, Odiseo, de nuevo como mendigo, se dirige a su palacio. Solo es reconocido por su perro Argos, que, ya viejo, fallece frente a su amo. Al pedir comida a los pretendientes, Odiseo es humillado e incluso golpeado por ellos.

### Canto XVIII
Los pretendientes vejan a Odiseo. Aparece un mendigo real, llamado Iro, quien solía pasarse por el palacio. Riéndose de Odiseo, lo reta a una pelea. Los pretendientes aceptan que el ganador se junte a comer con ellos. Le dan 2 trozos de pan a Odiseo, que, tras quitarse su manta y dejar ver sus músculos, gana fácilmente al mendigo. A pesar de la victoria, ha de seguir soportando las vejaciones de los orgullosos pretendientes.

### Canto XIX
La criada Euriclea reconoce a Odiseo. Odiseo, ocultando su verdadera identidad, mantiene una larga conversación con Penélope, quien ordena a su criada Euriclea que lo bañe. Euriclea, que fue nodriza del héroe cuando era niño, reconoce una cicatriz que a Odiseo, en su juventud, le hizo un jabalí cuando se encontraba cazando en el monte Parnaso. La esclava, pues, reconoce a su amo, que le hace guardar silencio para no hacer fracasar los planes de venganza.

### Canto XX
La última cena de los pretendientes. Al día siguiente, Odiseo pide una señal, y Zeus lanza un trueno en medio del cielo azul. Este gesto es entendido por uno de los sirvientes como una señal de victoria sobre los pretendientes. Odiseo aprovecha para ver quién es fiel al desaparecido rey y, por tanto, habrá de conservar la vida. Un profeta, amigo de Telémaco, avisa a los pretendientes de que pronto los muros se mancharán con la sangre de ellos. A pesar de que algunos de ellos dan crédito a la profecía y huyen, la gran mayoría de ellos se ríen de ella.

### Canto XXI
El certamen del arco. Aparece Penélope con un arco que Odiseo dejó en casa a su marcha a Troya. Promete a los pretendientes que se casará con aquel que consiga hacer pasar la flecha por los ojos de doce hachas alineadas. Uno tras otro, los pretendientes lo intentan, pero ni siquiera son capaces de tensar el arco. Odiseo pide participar en la prueba, pero los pretendientes se lo deniegan. Tras la insistencia de Telémaco, le es permitido intentarlo. Con suma facilidad, Odiseo tensa el arco y consigue hacer pasar la flecha por los ojos de las hachas, ante el asombro de los presentes. A la señal de su padre, Telémaco se arma, preparándose para la lucha final.

### Canto XXII
La venganza. Antínoo, jefe de los pretendientes, se encuentra bebiendo cuando Odiseo le atraviesa la garganta con una saeta y le da así muerte. Ante las quejas de los demás, Odiseo responde con amenazadoras palabras, y los pretendientes temen por sus vidas. Se inicia la feroz lucha, con los numerosos pretendientes por un lado y Odiseo, su hijo y sus dos fieles criados por otro. Melantio, infiel cabrero de Odiseo, consigue armas, pero gracias a la ayuda de Atenea, todos aquellos que traicionaron a Odiseo van muriendo uno por uno. Las esclavas son colgadas del cuello en el patio del palacio, mientras que Melantio es cortado en pedazos para que se lo coman los leones. Odiseo manda a Euriclea que haga fuego y limpie el patio con azufre. La esclava avisa a las mujeres que fueron fieles al héroe, que llegan y abrazan a su amo.

### Canto XXIII
Penélope reconoce a Odiseo. Después de matar a los pretendientes que se hospedaban en su casa, Odiseo manda a los presentes que vistan sus mejores trajes y bailen, para que el pueblo no sospeche lo ocurrido. Con la ayuda de Euriclea, el héroe se presenta a Penélope. Como el aspecto de Odiseo es distinto al que conocía Penélope, que además está casi convencida de que él ha muerto, el héroe no es reconocido por su esposa. Entonces, Odiseo describe el lecho conyugal, y cómo lo hizo él mismo de un olivo. Penélope, convencida, abraza a su esposo, que le narra sus aventuras. Finalmente le cuenta que aún tendrá que hacer otro viaje antes de terminar su vida en una tranquila vejez.

### Canto XXIV
El pacto. Las almas de los muertos viajan al Hades, donde cuentan lo ocurrido a Agamenón y Aquiles, compañeros del héroe en la expedición de los aqueos a Troya. Odiseo marcha a casa de su padre, Laertes, que se encuentra trabajando en la huerta. El hombre se encuentra envejecido y apenado por la larga ausencia de su hijo. Para ser reconocido, Odiseo le muestra la cicatriz y recuerda los árboles que en su infancia le regaló su padre.
Mientras, los familiares de los pretendientes se juntan en asamblea, y piden venganza por la muerte de los suyos. Odiseo, su hijo y su padre, que se encuentran en la casa de este, aceptan el reto, y da comienzo la lucha. Laertes dispara una lanza que mata al padre de Antínoo. Pero en ese momento cesa la lucha. Interviene la diosa Atenea, que anima a los itacenses a llegar a un pacto, para que juntos vivan en paz durante los años venideros.

## Traducciones al español

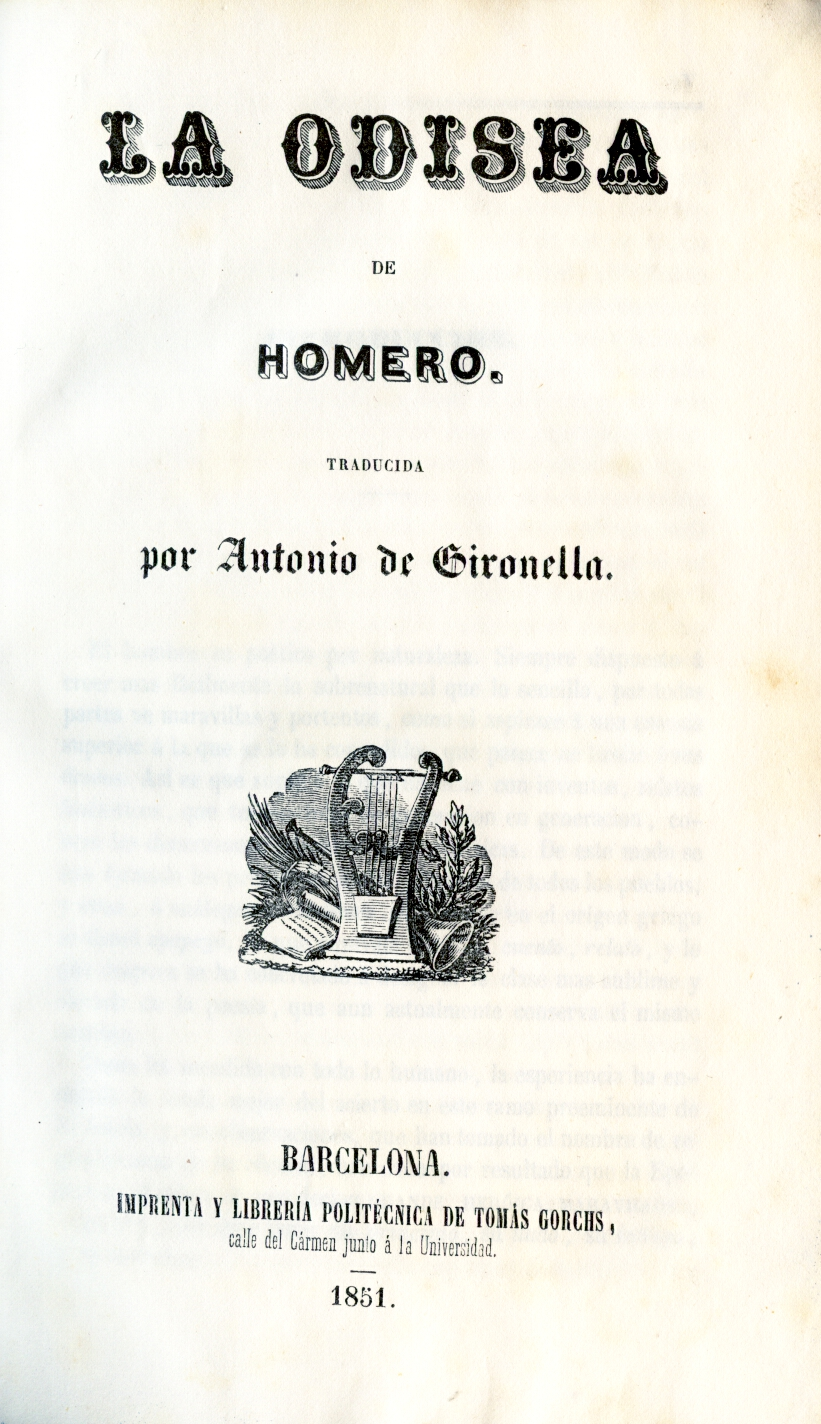
Portada de La Odisea de Homero, por Antonio de Gironella, 1851.

Entre las traducciones al español cabe citar a Gonzalo Pérez (1550), Mariano Esparza (1837, en verso), Antonio de Gironella (1851, en verso), Luis Segalá y Estalella (1910), Ángel María Garibay K. (1931), Fernando Gutiérrez González (1951, en hexámetros), José Manuel Pabón y Suárez de Urbina (1982), José Luis Calvo Martínez (1988), Carlos García Gual (2004),  Pedro Tapia Zúñiga (2013, en verso) y Marta Alessi (2025, en verso).
La primera traducción al español conocida en ser realizada por una mujer es obra de la cubana Laura Mestre Hevia, la cual se mantiene parcialmente inédita. Recientemente la argentina Marta Alesso preparó una nueva traducción en verso del poema, con un enfoque puesto en el público hispanoparlante latinoamericano.

## Impacto cultural de la Odisea
La repercusión de la Odisea en la cultura occidental se puede ver en las numerosas adaptaciones y versiones que su argumento ha tenido en prosa, verso, teatro, cine, televisión e historieta. Además, ha legado al idioma español los términos odisea y mentor (y términos similares en otros idiomas occidentales).
Literatura
- La novela Ulises, del irlandés James Joyce, rinde tributo al antiguo poema homérico con un ligero matiz irónico, ya que narra los hechos cotidianos que ocurren en un solo día en la vida de su protagonista.
- La novela autobiográfica de José Vasconcelos Ulises Criollo, que se enfoca en la vida del filósofo durante los tiempos de la Revolución Mexicana y su participación en ella.
- La novela Adán Buenosayres, de Leopoldo Marechal, es una reescritura del recorrido de Ulises, encarnado por un intelectual y poeta que desanda una Buenos Aires mítica plagada de simbologías y alusiones universales.
- En la novela La hija de Homero, Robert Graves expone su punto de vista sobre la composición de la Odisea tal como la conocemos.
- En El viajero perdido, César Mallorquí relata una historia moderna del héroe griego.
- Marvel Comics publicó una adaptación a la historieta gráfica en la colección Marvel Illustrated.
- En la novela Una Odisea. Un padre, un hijo, una epopeya, de Daniel Mendelsohn se relata un curso universitario de la Odisea entremezclado con el padre del profesor y un crucero por los lugares originales del mar Egeo y Asia Menor.[7]

Música
- Epic: The Musical, escrito por Jorge Rivera-Herrans

Cine y televisión

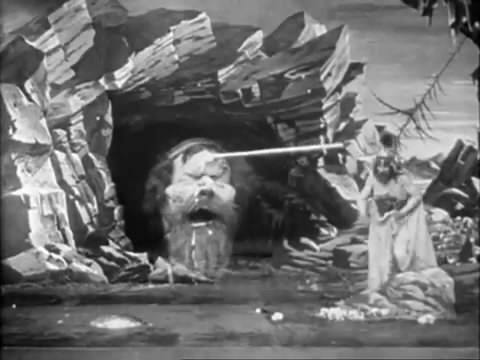
Fotograma del corto de Méliès.

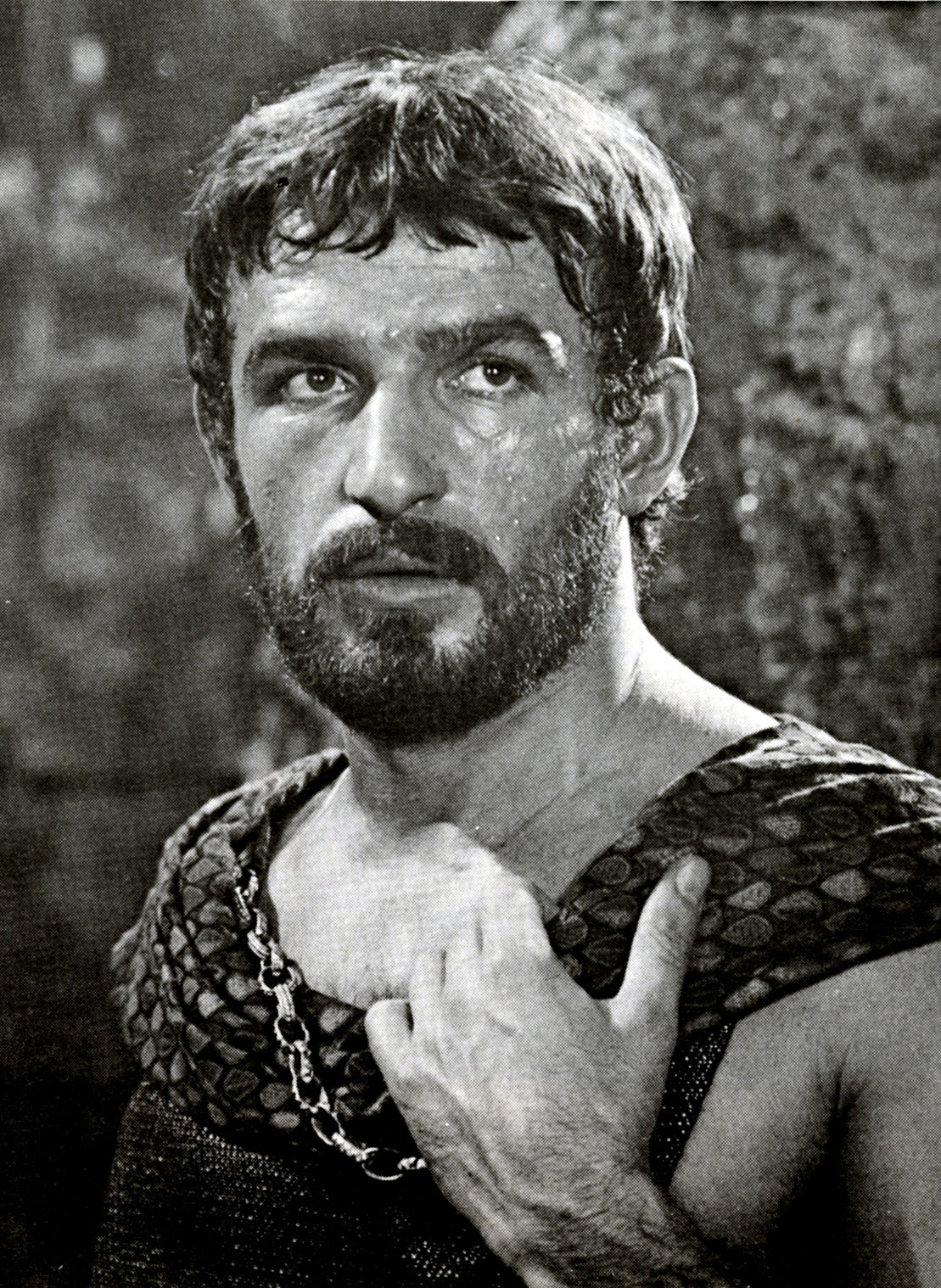
El actor yugoslavo Bekim Fehmiu (1936 - 2010) representó el papel principal en la adaptación televisiva italiana dirigida por Franco Rossi (1919-2000).

- L'Île de Calypso: Ulysse et le géant Polyphème (1905): cortometraje dirigido por George Méliès.
- Odisea de Homero (L'Odissea, 1911): mediometraje dirigido por Giuseppe De Liguoro, Francesco Bertolini y Adolfo Padovan (1869 - 1930).
- Ulises (1954): película dirigida por Mario Camerini, con Kirk Douglas en el papel principal. Según se afirma en los títulos de crédito, los exteriores están rodados en los lugares que se suponía entonces que eran los correspondientes a los nombrados en la Odisea.
- Odissea: revista musical para televisión producida por la RAI y emitida el 18 de abril de 1964. Es una adaptación en verso con ripios parecidos a los de la astracanada. Se puede ver, entre otras cosas, a las Gemelas Kessler haciendo de sirenas y a los dioses del Olimpo como si fueran tertulianos o presentadores de un programa de televisión, además de barruntar de antemano los viajeros el tamaño del cíclope Polifemo por el peine en lugar de por el hacha. La revista es la última de las ocho parodias que constituyeron la serie Biblioteca di Studio Uno.
- La Odisea o Las aventuras de Ulises (Odissea o Le avventure di Ulisse, 1968): miniserie de televisión producida por la RAI y Dino De Laurentiis, y dirigida por Franco Rossi. De ella se montó después un condensado para el cine. La obra da un tratamiento teatral a las secuencias en interiores.
- La Odisea (1976): serie de televisión de la compañía de teatro Els Joglars.
- Ulises 31: anime franco-japonés de 1981, adaptación libre de la Odisea' que sitúa la historia en el siglo XXXI.
- La odisea: película animada del año 1987 de la productora australiana Burbank Films Australia.
- L'Odissea: musical de televisión transmitido por el Canale 5 el 13 y el 20 de diciembre de 1991. Seguía el planteamiento de la serie de la RAI Biblioteca di Studio Uno, constaba de parodias de canciones adaptadas a la historia que se narraba y contaba con Sylva Koscina encarnando a Atenea.
- La Odisea (1997): miniserie para la televisión dirigida por Andrei Konchalovsky y con Armand Assante en el papel de Odiseo.
- O Brother, Where Art Thou? (2000): película de los hermanos Coen que recrea la Odisea en plena Gran Depresión americana.
- The Return (2024): película de Uberto Pasolini.
- La Odisea (2026): escrita, producida y dirigida por Cristopher Nolan.

Teatro
- La Odisea. Els Joglars. La compañía dirigida por Albert Boadella hizo su particular versión del clásico que nos ocupa, a partir de la que había hecho para la televisión en 1976. Fue estrenada el 14 de septiembre de 1979 en el Auditorio de Palma de Mallorca, y se representó hasta el 30 de marzo de 1980.